# Jaylen Sims
Jaylen Terelle Sims, né le  11 décembre 1998 à Charlotte en Caroline du Nord, est un joueur américain de basket-ball évoluant au poste d'arrière.

## Biographie

### Carrière professionnelle

#### Hornets de Charlotte (depuis avril 2025)
Le 3 avril 2025, il signe un contrat de 10 jours avec les Hornets de Charlotte.

## Palmarès et distinctions personnelles

### Universitaires
- First-team All-CAA (2022)